# Кастелпланио
Кастелпла̀нио (на италиански: Castelplanio) е малко градче и община в Централна Италия, провинция Анкона, регион Марке. Разположено е на 305 m надморска височина. Населението на общината е 3552 души (към 2010 г.).